# Luigi de Magistris (cardinal)
Pour les articles homonymes, voir Luigi de Magistris et Magistris.
Luigi de Magistris, né le 23 février 1926 à Cagliari en Sardaigne et mort le 16 février 2022 dans la même ville,, est un prélat italien de la Curie romaine, pro-pénitencier majeur de la Pénitencerie apostolique de 2001 à 2003.

## Biographie

### Jeunesse
Luigi de Magistris nobile dei conti de Castella et  Belvedere, est né le 23 février 1926 à Cagliari, Sardaigne, alors partie du royaume d’Italie, dans une famille aristocratique piémontaise comme le plus jeune des huit enfants du célèbre médecin Don Edmondo de Magistris, comte de Castella et Belvedere, et Donna Agnese Ballero. Parmi ses frères il y avait Casimiro, préfet, et Paolo, maire de Cagliari.
Il intègre le séminaire pontifical de Rome pour s'y préparer au sacerdoce.

### Prêtre
Luigi de Magistris est ordonné prêtre le 12 avril 1952 pour l'archidiocèse de Cagliari. Après son ordination, il enseigne au séminaire diocésain et exerce différentes fonctions au niveau diocésain. Mais rapidement, le nouveau recteur de l'université pontificale du Latran l'appelle à ses côtés pour assurer le secrétariat de l'université. Et dès février 1959, il rejoint la curie romaine, en l’occurrence les services du Saint Office où pendant dix ans il travaille aux côtés du cardinal Alfredo Ottaviani.
Après le retrait d'Ottaviani, de Magistris rejoint la section pour les affaires publiques de l’Église au sein de la secrétairerie d'État, section dirigée par Agostino Casaroli. Au début du pontificat de Jean-Paul II, tandis que ce dernier est nommé cardinal secrétaire d'État, le 11 avril 1979, Luigi de Magistris est nommé régent de la Pénitencerie apostolique.

### Évêque
Le 6 mars 1996, Jean-Paul II le nomme évêque titulaire de Nova tout en le maintenant à la régence de la Pénitencerie apostolique. Il reçoit la consécration épiscopale le 28 avril suivant des mains du cardinal Giovanni Canestri, archevêque émérite de Gênes avec comme co-consécrateurs Ottorino Pietro Alberti (it) et Tarcisio Pillolla (it).
Il conserve la fonction de régent jusqu'au 22 novembre 2001, lorsque déjà âgé de 75 ans, il est nommé pro-pénitencier majeur de la Sainte Église catholique et élevé à la dignité d'archevêque. N'étant pas alors cardinal, il ne porte pas le titre de pénitencier majeur. Il se retire le 4 octobre 2003. Il est le premier depuis au moins la fin du XIXe siècle à quitter la pénitencerie sans avoir été créé cardinal.

### Cardinal
Luigi de Magistris est créé cardinal le 14 février 2015 par le pape François, en même temps que 19 autres prélats,,. Il reçoit la diaconie des Santissimi Nomi di Gesù e Maria in Via Lata dont il prend possession dès le 17 février. Ayant déjà 88 ans lors de sa création, il n'est plus électeur.

### Mort
Luigi de Magistris meurt le 16 février 2022 à Cagliari (Sardaigne) à l'âge de 95 ans.